# Duemila volte
Duemila volte è un singolo del cantautore italiano Marco Mengoni, pubblicato il 4 ottobre 2019 come unico estratto dal quarto album dal vivo Atlantico / On Tour.

## Video musicale
Il videoclip, diretto dagli Shipmate e Giulio Rosati basato su un'idea dello stesso Mengoni, è stato pubblicato il 14 ottobre 2019 attraverso il canale YouTube del cantante.

## Tracce
Testi e musiche di Davide Simonetta, Alessandro Raina, Alessandro Mahmoud e Marco Mengoni.
1. Duemila volte – 3:22

## Formazione
Musicisti
- Marco Mengoni – voce, arrangiamento
- Fabrizio Ferraguzzo – chitarra elettrica, programmazione ritmica, arrangiamento
- Enrico Brun – pianoforte aggiuntivo, sintetizzatore, basso moog, strumenti ad arco, programmazione ritmica, arrangiamento
- Peter Cornacchia – chitarra elettrica ed acustica, arrangiamento
- Davide Sollazzi – pianoforte, batteria, programmazione ritmica, arrangiamento
- Giovanni Pallotti – programmazione ritmica, arrangiamento
- Moris Pradella – cori

Produzione
- Fabrizio Ferraguzzo – produzione
- Marco Mengoni – produzione
- Pino "Pinaxa" Pischetola – missaggio, mastering

## Successo commerciale
Duemila volte ha ottenuto un buon successo in Italia, entrando nella top 10 della Top Singoli. Al termine dell'anno è risultato essere l'89º brano più trasmesso dalle radio.

## Classifiche
| Classifica (2019) | Posizione massima |
| ----------------- | ----------------- |
| Italia            | 10                |